# Delfina Cruz
Maria Delfina da Cruz Neto Pinto do Amaral, mais conhecida por Delfina Cruz (Lisboa, 5 de março de 1946 — Paris, 8 de setembro de 2015), foi uma atriz portuguesa.

## Biografia
Maria Delfina da Cruz Neto Pinto do Amaral nasceu em 5 de março de 1946 em Lisboa.
Delfina Cruz começou a representar aos 13 anos, num grupo de amadores na escola, no Algarve. Pela mão do empresário Vasco Morgado (pai) estreou-se aos 18 anos, no Teatro Monumental, na revista Férias de Lisboa (1964).Depois participou na comédia musical Paris Hotel.
Em 1968 participou no filme O Amor desceu em Paraquedas. Seguiram-se os filmes Nem Amantes nem Amigos (1970) e Derrapagem (1974).
Produziu as peças O meu amor é traiçoeiro, de Vasco de Mendonça, e a Idiota, de Marcel Rochard, que foram apresentadas na antiga África portuguesa e em Portugal.
Na RTP gravou peças clássicas do teatro português como Tá-mar, de Alfredo Cortez, Roberta de Romeu Correia, O caso Vorese, entre outras. Colaborou em vários programas de televisão como  Ora Viva, Sabadabadu, Quem casa quer casa ou Eu Show Nico. Também apareceu no conhecido programa de humor Malucos do Riso.
Com várias digressões pelos Estados Unidos da América e pelo país, tendo uma carreira com perto de 40 títulos como a peça O Baile de Edgar Neville, com estreia no Teatro Maria Matos.
No final da década de 1990 começa a participar em telenovelas como Todo o Tempo do Mundo (1999), Olhos de Água (2001), Nunca Digas Adeus (2001) ou Sonhos Traídos (2002). A sua última telenovela foi Remédio Santo (2012), tendo sido foi afastada do elenco de Mulheres (2014) devido a um incidente de viação.
Em 2005 integrou o elenco da peça Vida Breve, de Bernardo Santareno, encenada por João Loy no Teatro Há-de Ver.
Nota para a sua participação, em 2007, no documentário sobre Milú, denominado Milú, a Menina da Rádio de António-Pedro Vasconcelos.
Delfina Cruz foi casada com José Pinto do Amaral, piloto da Força Aérea Portuguesa e de quem teve uma filha, Maria Custódia. Separou-se do marido aos 32 anos. Ao fim de três anos resolveram retomar o casamento e estiveram juntos mais 17 anos.
Delfina Cruz faleceu em Paris, a 8 de setembro de 2015, aos 69 anos de idade, vítima de cancro da mama. O funeral teve lugar na Basílica da Estrela, dia 15 de setembro, e seguiu no dia seguinte para o Cemitério do Alto de São João.

## Filmografia

### Televisão[6]
- Riso e Ritmo RTP 1968
- Tá Mar RTP 1977
- Eu Show Nico RTP 1980
- Sabadabadu RTP 1981
- Toma Lá Revista RTP 1988 (Várias personagens)
- Giras e Pirosas SIC 1992/1993
- Todo o Tempo do Mundo TVI 1999/2000 (Carminda Serra)
- A Loja do Camilo SIC 2000
- Nunca Digas Adeus TVI 2001 (Elvira)
- Olhos de Água TVI 2001 (Irene Gonçalves)
- Sonhos Traídos TVI 2002 (Branca Ferreira)
- O Teu Olhar TVI 2003 (Arlete)
- Ana e os Sete TVI 2003/2005 (Maria Augusta)
- Inspector Max TVI 2004 (Irene)
- Mundo Meu TVI 2005/2006 (Marília)
- Câmara Café RTP 2006 (Mimi Batalha)
- O Bando dos Quatro TVI 2006 (Mariana)
- Floribella SIC 2006 (Miriam)
- Conta-me Como Foi RTP 2007 (Piedade)
- Deixa-me Amar TVI 2007/2008 (Conceição Novais)
- Flor do Mar TVI 2008/2009 (Claudina Cardoso)
- Campeões e Detectives TVI 2008/2009
- Pai à Força RTP 2009 (Paciente de Miguel)
- Regresso a Sizalinda RTP 2010 (Gracinda)
- Mar de Paixão TVI 2010/2011 (Fátima Veloso)
- Velhos Amigos RTP 2011 (Mariana)
- Remédio Santo TVI 2011/2012 (Nazaré Ferreira)
- Morangos Com Açúcar TVI 2011/2012 (Eduarda Mota)
- Amor SOS TVI 2012 (Celeste)
- Mulheres TVI 2014 (Cândida Pombeiro)[7] (gravações interrompidas por acidente da actriz)

### Cinema
- O Amor desceu em Paraquedas (1968)[2]
- Nem Amantes nem Amigos (1970)[2]
- Derrapagem (1974)[2]
- Quarta Divisão TVI 2013 (Vizinha)[10]

## Teatro
- 1964 - Férias de Lisboa - Teatro Monumental[3][5]
- 1965 - Paris Hotel - Teatro Monumental.[3][5]
- 1965 - O Comprador de Horas - Teatro Monumental [11]
- 1966 - Esta Lisboa Que Eu Amo - Teatro Monumental[12]
- 1967 - Duas Pernas... 1 Milhão - Teatro Capitólio[13]
- 1968 - Arroz de Miúdas - Teatro ABC[14]
- 1968 - Click! Já Está - Teatro Monumental[15]
- 1969 - Ri-te Ri-te - Teatro Monumental[16]
- 197? - A Idiota - Teatro Avenida de Luanda
- 197? - O Meu Amor é Traiçoeiro - Digressão Angola
- 1975 - Lisboa Acordou - Teatro Monumental[17]
- 1977 - Alto e Pára o Baile - Teatro Maria Vitória[18]
- 1978 - E Tudo São Bento Levou - Teatro Maria Vitória
- 1980 - Não Deites Foguetes! - Teatro Variedades
- 1982 - Tá Entregue à Bicharada - Teatro Ádóque
- 1987 - Toma Lá Revista
- 1994 - De Pernas Pró Ar! - Teatro Maria Vitória
- 2005 - Vida Breve - Teatro Há-de Ver[2][8]
- 2010 - A Casa de Bernarda Alba [19]